# 하프라이프 2: 로스트 코스트
《하프라이프 2: 로스트 코스트》(영어: Half-Life 2: Lost Coast)는 밸브 코퍼레이션에서 개발한 사이언스 픽션의 1인칭 슈팅 게임이다. 2005년 10월 27일에 스팀을 통해 마이크로소프트 윈도우 버전의 하프라이프 2를 가지고 있는 사람에게 무료로 발매되었다. 로스트 코스트는 하이 다이내믹 레인지 렌더링과 같은 새로운 기술들을 소스 엔진에 추가한 기술 데모이다. 각 레벨 역시 이러한 기술들의 변화를 강조할 수 있도록 디자인되어 있다. 또한 로스트 코스트에서 최초로 코멘터리 모드를 사용하여 개발자들이 플레이어에게 레벨 디자인이나 기술과 같은 다양한 부분은 설명해 주도록 하고 있다. 로스트 코스트는 전작인 하프라이프 2의 주인공인 고든 프리맨이 해변가의 절벽 위에 위치한 수도원에서 근처의 마을을 사격하고 있는 콤바인 포대를 파괴하는 내용을 담고 있다. 본래 이 레벨은 하프라이프 2에 포함될 예정이었지만 결과적으로 삭제되었다. 따라서, 로스트 코스트에는 하프라이프 2에 나오지 않은 스토리가 약간 포함되어 있다.

## 줄거리
로스트 코스트는 세인트 올가의 절벽 아래에 있는 오래된 작은 부두에서 시작한다. 한 어부가 고든 프리맨을 알아보고 그에게 절벽 위에 있는 수도원에 위치한 콤바인 포대를 제거해 달라는 요청을 받게 된다. 콤바인 포대에서는 헤드크랩을 담은 포탄을 근처의 마을을 향해 발사하고 있다(이 포탄은 하프라이프 2에서도 등장한다). 어부는 절벽으로 가는 문을 열어주고 고든 프리맨이 다시 돌아오기를 기다린다. 고든 프리맨은 절벽을 올라가는 도중에 콤바인의 거센 저항을 받게 되지만 그들을 격퇴하고 수도원으로 들어가 포대를 정지시키는데 성공한다. 그러자 경보가 울리게 되고 많은 콤바인 병사들과 함께 공격 헬리콥터가 고든 프리맨을 공격한다. 고든 프리맨은 모든 콤바인 병사들을 처치하고 나서 절벽에 있는 비계로 이동하여 대전차 로켓 발사기(RPG)를 사용해 공격 헬리콥터를 격추한다. 공격 헬리콥터는 비계로 추락하면서 아래로 내려가는 조잡한 엘리베이터로 가는 길을 열어주고 고든 프리맨은 이것을 이용해 부두로 돌아가게 된다. 어부는 고든 프리맨을 축하해 주고 세인트 올가의 축제에 초대하는데, 그때 갑자기 고든 프리맨이 사라지게 되고 게임이 끝난다.

## 새로운 기술
원래 이 게임은 밸브 코퍼레이션에서 새로 개발한 HDR효과를 알리기 위해 개발된 게임이다. 심지어 게임중에 "성당은 HDR효과를 나타내기에 가장 알맞은 곳입니다."라는 말이 나오기도 한다.

### 레벨 디자인
로스트 코스트는 본래 하프라이프 2에 들어갈 예정이었지만 삭제되었다. 그 결과 로스트 코스트는 헤드크랩을 발사하는 콤바인 포대와 같은 하프라이프 2의 부가적인 스토리를 담고 있다. 레벨의 각 지역은 특별한 목적을 가지고 만들어졌다. 예를 들어 수도원은 동방 정교회 형식으로 만들어져 있는데 그 이유는 이런 형식의 건물이 다양한 색의 재료로 만들어져 있고 자연광을 사용하기 때문에 매우 밝은 곳과 어두운 곳이 함께 있어서 HDR과 같은 새로운 기술들을 보이기에 이상적이었기 때문이다. 또한 밸브는 수도원을 배경으로 하는 것이 오랜 인간의 구조물과 미래적인 콤바인의 기술을 대비시키기에 최적이라고 판단했다. 수도원 옆의 절벽은 게임플레이를 위해 만들어졌고 또한 하프라이프에서 비슷한 지형과 전투 장면이 등장하기 때문에 만들어졌다. 또한 절벽은 플레이어가 위아래로부터의 공격에 대비하도록 만들기 때문에 일반적인 수평적 전투와 다른 느낌을 준다. 수도원의 안뜰은 플레이어가 절벽에서의 전투에서 회복하는 공간인 동시에 플레이어가 다양한 위치에서 공격받게 되는 무대가 된다.

### 하이 다이내믹 레인지 렌더링
로스트 코스트의 목적은 소스 엔진에 새로 추가된 하이 다이내믹 레인지 렌더링 기술을 보여주는 것이었다. 밸브는 2003년 말에 처음으로 소스 엔진에 HDR을 추가하였다. 첫 번째 방법은 텍스처를 RGBA 색 공간에 저장하는 것으로 사용되고 있던 멀티샘플 앤티앨리어싱과 픽셀 셰이더를 사용할 수 있었지만 알파 맵핑과 안개 효과가 정상적으로 작동하는 것을 방해했고 텍스처가 날카롭고 톱니 모양으로 나왔다. 두 번째 방법은 두가지의 텍스처를 저장하는 것이었다. 하나는 이반적인 데이터를 담고 다른 하나는 과도하게 밝은 데이터를 가지고 있었다. 그러나 이 방법은 멀티샘플 앤티앨리어싱을 사용할 수 없었고 비디오 카드 메모리를 두배로 사용하기 때문에 실행할 수 없었다. 세 번째 방법은 E3에서 2005년에 공개한 것으로 RGB 색 공간을 부동소수점 데이터를 이용해 저장한 것으로 효과적으로 HDR 데이터를 저장할 수 있었다. 그러나 이 방법 역시 멀티샘플 앤티앨리어싱을 지원하지 않았고 엔비디아 그래픽 카드에서만 가능하여서 ATI 그래픽 카드에서는 실행할 수 없었다. 마지막인 네 번째로는 두 번째와 세 번째 방법을 절충하여 과도하게 밝은 텍스처를 약간만 사용하고 ATI 그래픽 카드에서 엔비디아 그래픽 카드와는 다른 방법을 사용하여 같은 결과를 얻을 수 있도록 하였다.
밸브가 제작한 최종 단계의 HDR 기술에는 다양한 광원 효과가 추가되어 더욱더 사실적인 모습을 보여주게 되었다. 블룸 셰이더가 새로 사용되어 밝은 부분의 가장자리를 흐리게 하고 카메라의 빛의 과도한 노출을 흉내내었다. 예를 들어 플레이어가 어두운 곳에서 밝은 곳으로 나올 경우에 새로운 밝은 공간은 눈부시게 밝시만 곧 어둡게 되어 실제 캐릭터의 눈이 밝기에 적응하는 것을 흉내낸다. 새로운 큐브 맵핑 기술은 물체에 반사된 빛이 광원과 같은 세기가 되도록 하고 라이트맵을 이용하여 빛의 반사와 전역 조명을 렌더링하는 도중에 계산하였다. 굴절 효과가 추가되어 빛에 뭋에의 물리적인 속성에 따라 반응하여 빛이 물에 반사되는 효과를 구현하였다. 로스트 코스트의 레벨은 이러한 효과들을 보여주기 위하여 특별하게 설계되었다. 바다와 해안을 이용해 물의 반사 효과 등을 보여주었고, 수도원의 회반죽이 칠해진 벽을 이용하여 블룸 효과를 보여주었으며, 성당에서는 스테인드 글라스에서 빛의 굴절을 보여주고 금항아리과 촛대에서 큐브 맵핑을 보여주었다.
기술 시연을 위해 밸브는 로스트 코스트의 요구사양이 매우 높은 것을 고려하였다. 로스트 코스트는 HDR과 같은 중요한 기술들을 제외하더라도 권장 사양보다 낮은 사양에서는 실행할 수 없었다.HDR을 지원하지 않는 그래픽 카드를 사용할 때 개발자들의 코멘터리는 이를 반영하도록 약간 다르게 바뀌었다. 예를 들어 게이브 뉴웰은 효과를 설명할 때 다른 방법으로 설명하였다.

### 코멘터리 모드
그래픽의 향상을 보여주는 것 외에도 로스트 코스트는 밸브가 새로 만든 코멘터리 모드를 시험하는 역할을 했다. 이 모드가 활성화되면 게임상에 새로운 물체가 생기고 이를 통해 음성 해설을 들을 수 있다. 각각의 해설은 10초에서 1분까지 다양한 길이를 가지고 있다. 플레이어는 자신이 보고 있는 것, 일어나고 있는 것, 왜 이렇게 만들었는가, 어떤 새로운 것들이 추가되었는디에 대해 개발자의 설명을 듣게 된다. 코멘터리 트랙은 코멘터리 노드라 불리는 공중에 떠 있는 말풍선으로 표현된다. 밸브는 플레이어가 처음 플레이할 때는 이 모드를 끈 채로 플레이하고 두 번째 할 때 이 모드를 활성화시켜서 한번 겪은 적이 있는 각 단계에 대해 자세히 배울 수 있도록 하려고 했다. 밸브에서 로스트 코스트 이후에 나온 모든 게임에는 코멘터리 모드가 기본적으로 포함되어 있다.

## 공개 및 반응
로스트 코스트는 2005년 10월 27일에 하프라이프 2를 구매했던 사람을 대상으로 스팀에서 무료로 배포되었다. 밸브의 온라인 상점에서 하프라이프 2를 선물받은 사람은 다운로드 받을 수 없었다. 그러나 밸브는 2007년 3월 30일 ATI 레이디언(라데온) 카드를 가진 사람들을 대상으로 하프라이프 2: 데스매치와 함께 로스트 코스트를 무료로 공개했다. 나중에는 엔비디아 그래픽 카드를 가진 사람들에게 로스트 코스트와 함께 하프라이프 2: 데스매치, 페글 익스트림, 포털: The First Slice을 무료로 공개했다.
로스트 코스트는 전체적으로 좋은 평을 받았다. 1UP.com에서는 그래픽, 퍼즐, 적의 인공지능 등 많은 상세한 점을 즐기며 "밸브는 그동안의 모든 슈팅 게임을 합친 것보다 더 많은 완성도를 짧은 단편에 담아냈다"고 평했다. 리뷰는 또한 코멘터리 모드를 칭찬하며 제작자의 흥미롭고 깊은 해설을 즐겼다고 했다.  게임스팟은 "로스트 코스트의 구성은 그 어떤 게임보다 자세하고 많다"고 평했다. 게임스팟의 리뷰는 로스트 코스트에 소개된 것들이 이후에 나올 밸브의 게임에 포함되기를 바란다며 마무리했다.
로스트 코스트에 대한 부정적인 반응은 주로 길이와 게임플레이에서 나왔다. 1UP.com과 UGO는 게임이 너무 짧다고 했다. 1UP.com의 숀 엘리엇(Shawn Elliott)은 "전속력으로 엽서에 나올 것 같은 아름다운 해안에서부터, 절벽을 올라가서, 콤바인 전진기지로 변한 교회 안으로 달린다"고 평했다. UGO의 나이젤 그래머(Nigel Grammer)는 로스트 코스트의 게임플레이가 그래픽에 비해 이류라고 평했다. 게임스팟의 브래드 슈메이커(Brad Shoemaker) 역시 로스트 코스트의 게임플레이를 하프라이프 2와 비교하고 둘이 매우 비슷하다며 실망했다. 그는 이 게임이 "세상을 흥분시키지 않을 것"이라고 말했다.